# Tricordo
A seconda del contesto, un tricordo è sia un segmento contiguo di tre note in una scala musicale o in una sequenza di dodici toni, ovvero secondo quanto definito da Allen Forte, una triade, ovvero ogni gruppo di tre note. 
Una scala diatonica è convenzionalmente detta come l'unione di due tetracordi disgiunti (DO-RE-MI-FA+SOL-LA-SI-DO=DO-RE-MI-FA-SOL-LA-SI-DO), mentre una scala pentatonica può essere costruita con due tricordi disgiunti (LA-DO-RE+MI-SOL-LA=LA-DO-RE-MI-SOL-LA; SOL-LA-DO+RE-MI-SOL=SOL-LA-DO-RE-MI-SOL). 
La teoria del serialismo di Milton Babbitt, è basata sulla combinazione di segmenti di tre, quattro e sei note, prese in una serie di dodici toni, che egli chiama rispettivamente tricordo, tetracordo ed esacordo, estendendo il termine convenzionale che un tempo implicava la contiguità in una sequenza. 
Allen Forte nel suo The Structure of Atonal Music redefinì il termine tricordo per significare quello che altri teorici musicali come,  Howard Hanson in Harmonic Materials of Modern Music: Resources of the Tempered Scale e Carlton Gamer in "Some Combinational Resources of Equal-Tempered Systems", intendevano con il termine triade, un insieme di tre note non necessariamente contigue in una scala o in un segmento di dodici toni.